# Taylor Crabb
Taylor Crabb (Honolulu, 26 de janeiro de 1992) é um jogador de vôlei de praia estadunidense.

## Carreira
Pertence a uma família com figuras de destaque no cenário do voleibol mundial, como seu irmão Trevor Crabb, como seu tio Tony Crabb integrante da comissão técnica da seleção dos Estados Unidos  medalhista de ouro nas Olimpíadas de 1984, também é primo da levantadora Lindsey Berg que disputou as Olimpíadas em 2004, 2008 e 2012, sendo medalhista de prata neste último ano
Sua trajetória no voleibol indoor iniciou quando estudava na Punahou High School, em Honolulu.Defendeu o seu país quando convocado para seleção  juvenil  em 2009 no Campeonato Mundial na Itália e em 2010 ganhou o Campeonato NORCECA Juvenil em Gatineau, novamente pela seleção juvenil, disputou em 2011 o Mundial Juvenil realizado no Brasil, sendo semifinalista.Quando ingressou na Long Beach State University, defendeu as cores do time universitário de 2011 a 2014.
A estréia em competições oficiais no vôlei de praia ocorreu em 2011, na etapa de Hermosa Beach formando dupla seu irmão Trevor Crabb, sendo que no ano de 2013, o ambos disputaram a série National Volleyball League (NVL) terminando em décimo terceiro lugar em Hermosa Beach, já pelo Circuito AVP tour  finalizaram na vigésima quinta posição na etapa de Manhattan Beach.Em 2015 formou dupla com Spencer McLachlin, quando passou a competir exclusivamente nas areias,  e disputaram o Circuito AVP nas etapas de Nova Orleans, Nova York e Seattle, retomando a dupla com Trevor, quando conquistaram o terceiro lugar em Manhattan Beach, em nono em Chicago , em quinto em Mason e em terceiro novamente em Huntington Beach. 
Estreou no Circuito Mundial  de 2015 no torneio em Xiamen, quando ficaram em nono lugar. Em outubro, eles ganharam o torneio NORCECA em Santa Lúcia. No início de 2016, outras vitórias em torneios na Cidade da Guatemala e Grand Cayman. Em sete torneios AVP, os irmãos Crabb alcançaram o segundo ou terceiro lugar. Também disputaram o Circuito Mundial de 2016 terminando em nono no Cincinnati Open e nos majors em Gstaad e Klagenfurt, mas, no Grand Slam em Long Beach, não chegaram  alcançaram as dez melhores posições ao finalizarem na décima sétima posição.
Desde 2017 passou a formar dupla com Jake Gibb, já terminando em quinto no Circuito Mundial no torneio cinco estrelas em Fort Lauderdale e em quinto no torneio quatro estrelas no Rio de Janeiro . Após uma eliminação precoce em Moscou , eles venceram o torneio AVP em Nova York. Em seguida, eles terminaram em quinto e nono na série FIVB nos torneios de maior pontuação em Poreč e Gstaad. Na Copa Presidentes de Long Beach, eles também ficaram em quinto lugar. Em 2018, eles alcançaram o quarto lugar no torneio 5 estrelas da FIVB em Gstaad. Em 2019 conquistaram o Torneio de 4 estrelas da FIVB em Chetumal, México.